# Atalaya Este del Burgo
La Atalaya Este del Burgo, localizada en el municipio español de Burgo de Osma-Ciudad de Osma, perteneciente a la provincia de Soria, comunidad autónoma de Castilla y León, es una construcción de planta circular de sillarejo trabado con mortero de cal, con piedras calizas irregulares de mediano tamaño, más gruesas en la parte interior. Conserva la puerta de acceso adintelada, a la altura del primer del suelo, con jambas realizadas mediante piedras calizas bien escuadradas y dintel formado por dos gruesas losas de piedra que conservan en su parte interior dos goznes donde iría ubicada la puerta. Desde su ubicación, domina un amplio territorio, interrelacionándose 
funcional y visualmente con otros elementos del sistema de valor patrimonial como la Atalaya de Uxama o la Atalaya Sur del Burgo.
Durante el siglo X, el impulso repoblador de los condes castellanos hacia el sur, ocupado por los musulmanes, supuso el establecimiento de una nueva frontera en torno al Duero. La respuesta del Califato será el reforzamiento de los sistemas defensivos mediante la construcción de fortificaciones, adecuándolas a la nueva situación de frontera.